# 佩雷姆
佩雷姆（羅馬化：Pelym）是俄罗斯斯维尔德洛夫斯克州位置最北的市级镇，属州辖市伊夫杰利市管辖。地处斯维尔德洛夫斯克州北部，位于鄂毕河流域塔夫达河一支流佩雷姆河左岸，在伊夫杰利东北、州府叶卡捷琳堡北偏东方，东北距斯维尔德洛夫斯克州与汉特-曼西自治区（尤戈拉）边界约38公里。镇东南部设有同名铁路车站。
早年有曼西人居住。现代聚居地则建于1962年，与当地铁路建设有关。
该地2022年人口有3,020人；2010年人口3,376人；2002年人口3,708人。